# Persone di nome Christopher
| Questa pagina contiene informazioni ricavate automaticamente dalle voci biografiche con l'ausilio del template Bio e di un bot. L'aggiornamento è periodico e automatico e ricostruisce completamente la pagina. Se manca una persona in questa lista, sei pregato di non aggiungerla, ma accertati piuttosto che la sua voce biografica contenga il template Bio e che i dati anagrafici siano correttamente compilati. Se il template Bio manca, inseriscilo tu stesso o, in alternativa, metti l'avviso {{tmp\|Bio}} che ne segnala la mancanza. Se i dati riportati sono sbagliati, correggi direttamente la voce biografica; le modifiche saranno visibili in questa lista entro pochi giorni. Per chiarimenti vedi il progetto antroponimi. La lista contiene solo le 899 persone che sono citate nell'enciclopedia e per le quali è stato implementato correttamente il template Bio. Pagina aggiornata al 6 ago 2025. |

Questa è una lista di persone presenti nell'enciclopedia che hanno il nome Christopher, suddivise per attività principale.

## Allenatori di calcio(18)
- Chris Brunt, allenatore di calcio e ex calciatore nordirlandese (Belfast, n. 1984)
- Chris Cohen, allenatore di calcio e ex calciatore inglese (Norwich, n. 1987)
- Chris Coleman, allenatore di calcio e ex calciatore gallese (Swansea, n. 1970)
- Chris Greatwich, allenatore di calcio e ex calciatore filippino (Westminster, n. 1983)
- Chris Hogg, allenatore di calcio e ex calciatore inglese (Middlesbrough, n. 1985)
- Chris Hughton, allenatore di calcio e ex calciatore irlandese (Londra, n. 1958)
- Chris Kamara, allenatore di calcio e ex calciatore inglese (Middlesbrough, n. 1957)
- Chris Lucketti, allenatore di calcio e ex calciatore inglese (Littleborough, n. 1971)
- Chris Morgan, allenatore di calcio e calciatore inglese (Barnsley, n. 1977)
- Leo Olsen, allenatore di calcio e calciatore norvegese (n. 1981)
- Chris Powell, allenatore di calcio e ex calciatore inglese (Lambeth, n. 1969)
- Chris Ramsey, allenatore di calcio e ex calciatore inglese (Birmingham, n. 1962)
- Kit Symons, allenatore di calcio e ex calciatore gallese (Basingstoke, n. 1971)
- Chris Turner, allenatore di calcio e calciatore inglese (St Neots, n. 1951 - Wisbech, † 2015)
- Chris Twiddy, allenatore di calcio e ex calciatore gallese (Pontypridd, n. 1976)
- Chris Wilder, allenatore di calcio e ex calciatore inglese (Stocksbridge, n. 1967)
- Chris Wondolowski, allenatore di calcio e ex calciatore statunitense (Danville, n. 1983)
- Chris Woods, allenatore di calcio e ex calciatore inglese (Swineshead, n. 1959)

## Allenatori di football americano(1)
- Chris Foerster, allenatore di football americano e ex giocatore di football americano statunitense (Milwaukee, n. 1961)

## Allenatori di hockey su ghiaccio(3)
- Christopher Bartolone, allenatore di hockey su ghiaccio e ex hockeista su ghiaccio statunitense (Clinton Township, n. 1970)
- Chris Hajt, allenatore di hockey su ghiaccio e ex hockeista su ghiaccio canadese (Saskatoon, n. 1978)
- Chris Osgood, allenatore di hockey su ghiaccio e ex hockeista su ghiaccio canadese (Peace River, n. 1972)

## Allenatori di pallacanestro(5)
- Chris Beard, allenatore di pallacanestro statunitense (Marietta, n. 1973)
- Chris Collins, allenatore di pallacanestro e ex cestista statunitense (n. 1974)
- Chris Copeland, allenatore di pallacanestro e ex cestista statunitense (Orange, n. 1984)
- Chris Jent, allenatore di pallacanestro e ex cestista statunitense (Orange, n. 1970)
- Chris Lee, allenatore di pallacanestro statunitense († 2019)

## Altisti(1)
- Chris Moleya, altista sudafricano (n. 1997)

## Ammiragli(1)
- Christopher Cradock, ammiraglio britannico (Richmond, n. 1862 - al largo delle coste cilene, † 1914)

## Arbitri di calcio(1)
- Chris Beath, arbitro di calcio australiano (Sydney, n. 1984)

## Architetti(3)
- Christopher Alexander, architetto austriaco (Vienna, n. 1936 - Sussex, † 2022)
- Christoph Wamser, architetto e gesuita tedesco (Wolfach, n. 1575 - Colonia, † 1649)
- Christopher Wren, architetto, fisico e matematico inglese (East Knoyle, n. 1632 - Londra, † 1723)

## Arcivescovi cattolici(2)
- Christopher Butler, arcivescovo cattolico e nobile irlandese (Garryricken, n. 1673 - Westcourt, † 1757)
- Christopher James Coyne, arcivescovo cattolico statunitense (Woburn, n. 1958)

## Artisti(2)
- Chris Burden, artista statunitense (Boston, n. 1946 - Topanga, † 2015)
- Chris Foss, artista e disegnatore britannico (Guernsey, n. 1946)

## Artisti marziali misti(1)
- Chris Weidman, artista marziale misto statunitense (Baldwin, n. 1984)

## Assassini seriali(1)
- Christopher Mhlengwa Zikode, serial killer sudafricano (Sudafrica, n. 1975)

## Astisti(1)
- Chris Nilsen, astista statunitense (Kansas City, n. 1998)

## Astronauti(2)
- Christopher Ferguson, astronauta e militare statunitense (Filadelfia, n. 1961)
- Christopher Williams, astronauta statunitense (New York, n. 1983)

## Astronomi(1)
- Christopher Aikman, astronomo canadese (Ottawa, n. 1943)

## Attivisti(2)
- Christopher Catrambone, attivista statunitense (Lake Charles, n. 1981)
- Christopher Caudwell, attivista, scrittore e poeta inglese (Wandsworth, n. 1907 - Jarama, † 1937)

## Attori teatrali(1)
- Kit Culkin, attore teatrale statunitense (New York, n. 1944)

## Autori di videogiochi(2)
- Chris Avellone, autore di videogiochi e informatico statunitense (Alexandria, n. 1972)
- Chris Sawyer, autore di videogiochi britannico (Dunblane, n. 1967)

## Autori televisivi(1)
- Chris Kelly, autore televisivo, sceneggiatore e regista statunitense (Sacramento, n. 1983)

## Aviatori(2)
- Christopher Draper, aviatore, militare e attore britannico (Bebington, n. 1892 - Londra, † 1979)
- Christopher McEvoy, aviatore inglese (Hendon, n. 1899 - Dorking, † 1953)

## Avvocati(2)
- Christopher Rich, avvocato e impresario teatrale inglese (n. 1657 - Londra, † 1714)
- Christopher A. Wray, avvocato e poliziotto statunitense (New York, n. 1966)

## Banchieri(1)
- Jeremy Morse, banchiere, enigmista e compositore di scacchi britannico (Londra, n. 1928 - Londra, † 2016)

## Bassisti(4)
- Chris Barker, bassista statunitense (Pittsburgh, n. 1980)
- Chris Cross, bassista britannico (Tottenham, n. 1952 - Londra, † 2024)
- Cris Kirkwood, bassista statunitense (n. 1960)
- Chris Squire, bassista e cantante britannico (Londra, n. 1948 - Phoenix, † 2015)

## Batteristi(3)
- Rat Scabies, batterista britannico (Kingston upon Thames, n. 1955)
- Chris Slade, batterista britannico (Pontypridd, n. 1946)
- Christopher Williams, batterista britannico (Manchester, n. 1980)

## Biografi(1)
- Merlin Holland, biografo britannico (Londra, n. 1945)

## Biologi(1)
- Christopher Andrewes, biologo inglese (Londra, n. 1896 - † 1988)

## Bobbisti(3)
- Christopher Fogt, bobbista statunitense (Orange Park, n. 1983)
- Christopher Kinney, bobbista statunitense (Athens, n. 1988)
- Christopher Spring, bobbista australiano (Darwin, n. 1984)

## Cantanti(16)
- Chris Bell, cantante e chitarrista statunitense (Memphis, n. 1951 - † 1978)
- Chris Carrabba, cantante e chitarrista statunitense (West Hartford, n. 1975)
- Christopher, cantante danese (Frederiksberg, n. 1992)
- Chris Doran, cantante irlandese (Waterford, n. 1979)
- Limahl, cantante britannico (Wigan, n. 1958)
- Chris Kirkpatrick, cantante, ballerino e attore statunitense (Clarion, n. 1971)
- Christy Moore, cantante, cantautore e chitarrista irlandese (Newbridge, n. 1945)
- Chris Rainbow, cantante, compositore e produttore discografico scozzese (Glasgow, n. 1946 - † 2015)
- Chris Rea, cantante e chitarrista britannico (Middlesbrough, n. 1951)
- Chris Robinson, cantante statunitense (Marietta, n. 1966)
- Chris Shiflett, cantante e chitarrista statunitense (Santa Barbara, n. 1971)
- Ruben Studdard, cantante statunitense (Francoforte sul Meno, n. 1978)
- Sohn, cantante, polistrumentista e produttore discografico britannico (Londra, n. 1989)
- Chris Tomlin, cantante statunitense (Grand Saline, n. 1972)
- Chris Trousdale, cantante e attore statunitense (New Port Richey, n. 1985 - Burbank, † 2020)
- Christopher Uckermann, cantante e attore messicano (Città del Messico, n. 1986)

## Cantautori(14)
- Chris Andrews, cantautore, compositore e produttore discografico inglese (Romford, n. 1942)
- Chris Brown, cantautore, ballerino e produttore discografico statunitense (Tappahannock, n. 1989)
- Chris Cagle, cantautore statunitense (DeRidder, n. 1968)
- Christopher Cross, cantautore statunitense (San Antonio, n. 1951)
- Gallant, cantautore statunitense (Washington, n. 1991)
- Chris Isaak, cantautore, chitarrista e attore statunitense (Stockton, n. 1956)
- Oliver Anthony, cantautore statunitense (Farmville, Virginia, n. 1992)
- Chris Martin, cantautore britannico (Exeter, n. 1977)
- Chris Stapleton, cantautore, chitarrista e produttore discografico statunitense (Lexington, n. 1978)
- C. W. Stoneking, cantautore, chitarrista e suonatore di banjo australiano (Katherine, n. 1974)
- Chris Walla, cantautore, chitarrista e produttore discografico statunitense (Bothell, n. 1975)
- Chris Whitley, cantautore e chitarrista statunitense (Houston, n. 1960 - Houston, † 2005)
- Brent Faiyaz, cantautore statunitense (Columbia, n. 1995)
- Chris Young, cantautore statunitense (Murfreesboro, n. 1985)

## Cardinali(1)
- Christopher Bainbridge, cardinale inglese (Hilton - Roma, † 1514)

## Cavalieri(1)
- Christopher Burton, cavaliere australiano (Toowoomba, n. 1981)

## Chimici(2)
- Christopher Dobson, chimico inglese (Rinteln, n. 1949 - Londra, † 2019)
- Christopher Ingold, chimico britannico (Londra, n. 1893 - Londra, † 1970)

## Chitarristi(10)
- Christopher Amott, chitarrista svedese (Halmstad, n. 1977)
- Chris Broderick, chitarrista statunitense (Lakewood, n. 1970)
- Chris Burney, chitarrista e cantante statunitense (Wichita Falls, n. 1969)
- Chris DeGarmo, chitarrista statunitense (Wenatchee, n. 1963)
- Chris Foreman, chitarrista britannico (Londra, n. 1956)
- Chris Hillman, chitarrista e bassista statunitense (Los Angeles, n. 1944)
- Christian Martucci, chitarrista e cantante statunitense (Filadelfia, n. 1977)
- Criss Oliva, chitarrista statunitense (Pompton Plains, n. 1963 - Zephyrhills, † 1993)
- Chris Poland, chitarrista statunitense (Dunkirk, n. 1957)
- Chris Stein, chitarrista e compositore statunitense (New York, n. 1950)

## Ciclisti su strada(8)
- Chris Baldwin, ex ciclista su strada statunitense (Chicago, n. 1975)
- Chris Butler, ex ciclista su strada statunitense (Hilton Head Island, n. 1988)
- Chris Froome, ciclista su strada keniota (Nairobi, n. 1985)
- Chris Hamilton, ciclista su strada australiano (Bendigo, n. 1995)
- Chris Horner, ex ciclista su strada statunitense (Okinawa, n. 1971)
- Christopher Juul Jensen, ciclista su strada danese (Waldstein, n. 1989)
- Chris Lawless, ex ciclista su strada britannico (Wigan, n. 1995)
- Chris Sutton, ex ciclista su strada e pistard australiano (Caringbah, n. 1984)

## Collezionisti d'arte(1)
- Christopher de Paus, collezionista d'arte e filantropo norvegese (Christiania, n. 1862 - Skodsborg, † 1943)

## Comici(5)
- Chris D'Elia, comico e attore statunitense (Montclair, n. 1980)
- Chris Elliott, comico, attore e scrittore statunitense (New York, n. 1960)
- Chris Farley, comico, attore e imitatore statunitense (Madison, n. 1964 - Chicago, † 1997)
- Chris Hardwick, comico, attore e doppiatore statunitense (Louisville, n. 1971)
- Chris Ramsey, comico, conduttore televisivo e attore britannico (n. 1986)

## Compositori(11)
- Christopher Dedrick, compositore, arrangiatore e direttore d'orchestra statunitense (Delevan, n. 1947 - Toronto, † 2010)
- Christopher Drake, compositore statunitense
- Chris Hülsbeck, compositore tedesco (Kassel, n. 1968)
- Christopher Lennertz, compositore statunitense (Methuen, n. 1972)
- Christopher Rouse, compositore statunitense (Baltimora, n. 1949 - Towson, † 2019)
- Christopher L. Stone, compositore statunitense (n. 1952)
- Christopher Theofanidis, compositore statunitense (Dallas, n. 1967)
- Christopher Tin, compositore statunitense (Redwood City, n. 1976)
- Christopher Tye, compositore e organista inglese
- Christopher Tyng, compositore statunitense (Long Beach, n. 1968)
- Christopher Young, compositore statunitense (Red Bank, n. 1958)

## Conduttori televisivi(4)
- Chris Evans, conduttore televisivo e conduttore radiofonico britannico (Warrington, n. 1966)
- Chris Harrison, conduttore televisivo statunitense (Dallas, n. 1971)
- Chris Packham, conduttore televisivo inglese (Southampton, n. 1961)
- Chris Powell, conduttore televisivo statunitense (Phoenix, n. 1978)

## Coreografi(1)
- Christopher Wheeldon, coreografo e ex ballerino britannico (Yeovil, n. 1973)

## Corsari(1)
- Christopher Myngs, corsaro e ammiraglio inglese (Norfolk, n. 1625 - Londra, † 1666)

## Criminali(2)
- Christopher Duntsch, criminale e medico statunitense (Montana, n. 1971)
- Christopher Scarver, criminale statunitense (Milwaukee, n. 1969)

## Critici letterari(1)
- Christopher Ricks, critico letterario e saggista britannico (n. 1933)

## Culturisti(1)
- Chris Bumstead, culturista canadese (Ottawa, n. 1995)

## Danzatori(5)
- Christopher Boatwright, ballerino statunitense (New York, n. 1954 - San Francisco, † 1997)
- Christopher Chadman, ballerino, coreografo e attore statunitense (New York, n. 1948 - New York, † 1995)
- Christopher Gable, ballerino, coreografo e attore britannico (Londra, n. 1940 - Halifax, † 1998)
- Christopher Gattelli, ballerino e coreografo statunitense (Bristol)
- Christopher Gillis, ballerino e coreografo canadese (Montreal, n. 1951 - New York, † 1993)

## Designer(2)
- Chris Bangle, designer statunitense (Ravenna, n. 1956)
- Christopher Dresser, designer scozzese (Glasgow, n. 1834 - Mulhouse, † 1904)

## Diplomatici(1)
- Christopher Mallaby, diplomatico inglese (n. 1936 - † 2022)

## Direttori d'orchestra(2)
- Christopher Hogwood, direttore d'orchestra, clavicembalista e musicologo britannico (Nottingham, n. 1941 - Cambridge, † 2014)
- Christopher Seaman, direttore d'orchestra britannico (Faversham, n. 1942)

## Direttori della fotografia(3)
- Christopher Blauvelt, direttore della fotografia statunitense (Los Angeles, n. 1970)
- Christopher Challis, direttore della fotografia britannico (Kensington, n. 1919 - Bristol, † 2012)
- Christopher Doyle, direttore della fotografia e regista australiano (Sydney, n. 1952)

## Dirigenti sportivi(2)
- Chris Albright, dirigente sportivo e ex calciatore statunitense (Filadelfia, n. 1979)
- Chris Henderson, dirigente sportivo e ex calciatore statunitense (Edmonds, n. 1970)

## Disc jockey(4)
- Christopher von Deylen, disc jockey tedesco (Visselhövede, n. 1970)
- Jillionaire, disc jockey e produttore discografico trinidadiano (Port of Spain, n. 1978)
- Marshmello, disc jockey, produttore discografico e musicista statunitense (Filadelfia, n. 1992)
- DJ Premier, disc jockey, beatmaker e produttore discografico statunitense (Houston, n. 1966)

## Doppiatori(4)
- Christopher Collins, doppiatore e attore statunitense (Orange, n. 1949 - Ventura, † 1994)
- Chris Miller, doppiatore, animatore e regista statunitense (Washington, n. 1968)
- Christopher Randolph, doppiatore e attore statunitense (Boston, n. 1959)
- Chris Seavor, doppiatore e autore di videogiochi britannico (Regno Unito, n. 1968)

## Drammaturghi(3)
- Christopher Fry, drammaturgo britannico (Bristol, n. 1907 - Chichester, † 2005)
- Christopher Marlowe, drammaturgo, poeta e traduttore britannico (Canterbury, n. 1564 - Londra, † 1593)
- Christopher Shinn, drammaturgo statunitense (Hartford, n. 1975)

## Economisti(5)
- Christopher Coyne, economista statunitense (n. 1977)
- Christopher Freeman, economista inglese (n. 1921 - † 2010)
- Christopher Kayes, economista e saggista statunitense (n. 1978)
- Christopher Pissarides, economista britannico (Nicosia, n. 1948)
- Christopher Sims, economista statunitense (Washington, n. 1942)

## Editori(1)
- Christopher Forbes, editore e collezionista d'arte statunitense (n. 1951)

## Esploratori(1)
- Kit Carson, esploratore e militare statunitense (Richmond, n. 1809 - Fort Lyon, † 1868)

## Fisici(2)
- Christopher Hansteen, geofisico, astronomo e fisico norvegese (Oslo, n. 1784 - Oslo, † 1873)
- Christopher Jarzynski, fisico statunitense (Washington DC, n. 1965)

## Fotografi(2)
- Christopher Broadbent, fotografo inglese (Londra, n. 1936)
- Christopher Makos, fotografo e artista statunitense (Lowell, n. 1948)

## Fumettisti(2)
- Chris Claremont, fumettista e scrittore inglese (Londra, n. 1950)
- Christopher McCulloch, fumettista, sceneggiatore e doppiatore statunitense (Brooklyn, n. 1971)

## Funzionari(1)
- Christopher Geidt, funzionario britannico (n. 1961)

## Generali(2)
- Christopher Gadsden, generale e politico statunitense (Charleston, n. 1724 - Charleston, † 1805)
- Christopher Michael Maltby, generale britannico (India, n. 1891 - Taunton, † 1980)

## Giocatori di badminton(1)
- Christopher Paul, ex giocatore di badminton mauriziano (n. 1992)

## Giocatori di baseball(18)
- Chris Archer, ex giocatore di baseball statunitense (Raleigh, n. 1988)
- Chris Capuano, ex giocatore di baseball statunitense (West Springfield, n. 1978)
- Mike Carp, ex giocatore di baseball statunitense (Long Beach, n. 1986)
- Chris Colabello, ex giocatore di baseball statunitense (Framingham, n. 1983)
- Chris Cooper, giocatore di baseball statunitense (Pittsburgh, n. 1978 - Las Vegas, † 2023)
- Chris Davis, ex giocatore di baseball statunitense (Longview, n. 1986)
- Chris Denorfia, ex giocatore di baseball statunitense (Bristol, n. 1980)
- Chris Devenski, giocatore di baseball statunitense (Cerritos, n. 1990)
- Chris Flexen, giocatore di baseball statunitense (Newark, n. 1994)
- Chris Iannetta, giocatore di baseball statunitense (Providence, n. 1983)
- Brian Johnson, giocatore di baseball statunitense (Lakeland, n. 1990)
- Christy Mathewson, giocatore di baseball e allenatore di baseball statunitense (Factoryville, n. 1880 - Saranac Lake, † 1925)
- Chris Rusin, giocatore di baseball statunitense (Detroit, n. 1986)
- Chris Sale, giocatore di baseball statunitense (Lakeland, n. 1989)
- Chris Schwinden, giocatore di baseball statunitense (Visalia, n. 1986)
- Chris Taylor, giocatore di baseball statunitense (Virginia Beach, n. 1990)
- C.J. Wilson, ex giocatore di baseball statunitense (Newport Beach, n. 1980)
- Chris Young, giocatore di baseball statunitense (Houston, n. 1983)

## Giocatori di calcio a 5(1)
- Christopher Moen, giocatore di calcio a 5 e calciatore norvegese (Trondheim, n. 1991)

## Giocatori di poker(2)
- Chris Ferguson, giocatore di poker statunitense (Los Angeles, n. 1963)
- Chris Moneymaker, giocatore di poker statunitense (Atlanta, n. 1975)

## Giornalisti(7)
- Christopher Booker, giornalista e scrittore britannico (n. 1937 - † 2019)
- Chris Cuomo, giornalista statunitense (Queens, n. 1970)
- Chris Harris, giornalista e conduttore televisivo britannico (Beaconsfield, n. 1975)
- Chris Hedges, giornalista e scrittore statunitense (St. Johnsbury, n. 1956)
- Christopher Hitchens, giornalista, saggista e critico letterario britannico (Portsmouth, n. 1949 - Houston, † 2011)
- Christopher Sykes, giornalista e scrittore britannico (Sledmere, n. 1907 - Sledmere, † 1986)
- Chris Wallace, giornalista e conduttore televisivo statunitense (Chicago, n. 1947)

## Giuristi(1)
- Christopher Columbus Langdell, giurista statunitense (New Boston, n. 1826 - Cambridge, † 1906)

## Hockeisti su ghiaccio(9)
- Chris DiDomenico, hockeista su ghiaccio canadese (Woodbridge, n. 1989)
- Chris Drury, ex hockeista su ghiaccio statunitense (Trumbull, n. 1976)
- Chris Durno, ex hockeista su ghiaccio canadese (Scarborough, n. 1980)
- Chris Kreider, hockeista su ghiaccio statunitense (Boxford, n. 1991)
- Chris Kunitz, ex hockeista su ghiaccio canadese (Regina, n. 1979)
- Chris Mason, ex hockeista su ghiaccio canadese (Red Deer, n. 1976)
- Chris Pronger, ex hockeista su ghiaccio canadese (Dryden, n. 1974)
- Chris Tanev, hockeista su ghiaccio canadese (n. 1989)
- Chris Therien, ex hockeista su ghiaccio canadese (Ottawa, n. 1971)

## Hockeisti su prato(2)
- Christopher Wesley, hockeista su prato tedesco (Norimberga, n. 1987)
- Christopher Zeller, hockeista su prato tedesco (Monaco di Baviera, n. 1984)

## Illustratori(1)
- Christopher Rush, illustratore statunitense (New York, n. 1965 - Los Angeles, † 2016)

## Imprenditori(4)
- Chris Gardner, imprenditore statunitense (Milwaukee, n. 1954)
- Christopher Haskins, imprenditore, nobile e politico irlandese (Dublino, n. 1937)
- Christopher Johnson, imprenditore e dirigente sportivo statunitense (New Brunswick, n. 1959 - † 2017)
- Christopher Poole, imprenditore statunitense (New York, n. 1988)

## Informatici(7)
- Christopher Date, informatico britannico (Watford, n. 1941)
- Chris Hughes, informatico statunitense (Hickory, n. 1983)
- Chris Lattner, informatico statunitense (n. 1978)
- Chris Metzen, informatico, artista e fumettista statunitense (n. 1974)
- Christopher Strachey, informatico inglese (Hampstead, n. 1916 - Oxford, † 1975)
- Chris Welty, informatico statunitense
- Christopher Wylie, informatico canadese (n. 1989)

## Ingegneri(3)
- Christopher Kraft, ingegnere statunitense (n. 1924 - † 2019)
- Christopher Sembroski, ingegnere militare e astronauta statunitense (n. 1979)
- Chris Wright, ingegnere, imprenditore e politico statunitense (Trotwood, n. 1965)

## Inventori(2)
- Christopher Pinchbeck, inventore e orologiaio inglese (Clerkenwell, n. 1670 - Londra, † 1732)
- Christopher Sholes, inventore statunitense (Mooresburg, n. 1819 - Milwaukee, † 1890)

## Lunghisti(1)
- Chris Tomlinson, ex lunghista britannico (Middlesbrough, n. 1981)

## Maratoneti(2)
- Christopher Cheboiboch, ex maratoneta keniota (n. 1977)
- Christopher Isengwe, maratoneta tanzaniano (n. 1976)

## Marciatori(1)
- Christopher Linke, marciatore tedesco (Potsdam, n. 1988)

## Matematici(1)
- Christopher Deninger, matematico tedesco (Francoforte sul Meno, n. 1958)

## Medici(3)
- Christopher Addison, I visconte Addison, medico e politico inglese (Hogsthorpe, n. 1869 - Stallingborough, † 1951)
- Chris Fearne, medico e politico maltese (Attard, n. 1963)
- Christopher Merret, medico e naturalista britannico (Winchcombe, n. 1614 - Londra, † 1695)

## Mezzofondisti(1)
- Chris Thompson, mezzofondista e maratoneta britannico (Barrow-in-Furness, n. 1981)

## Micologi(1)
- Christopher Edmund Broome, micologo inglese (Berkhamsted, n. 1812 - † 1886)

## Militari(5)
- Christopher Blount, militare inglese (Kidderminster - Londra, † 1601)
- Christopher Cassidy, ex militare e astronauta statunitense (Salem, n. 1970)
- Chris Kyle, militare e imprenditore statunitense (Odessa, n. 1974 - Contea di Erath, † 2013)
- Christopher Monck, II duca di Albemarle, militare e politico inglese (n. 1653 - Whitehall, † 1688)
- Christopher Seton-Watson, militare, storico e italianista britannico (Londra, n. 1918 - Londra, † 2007)

## Missionari(1)
- Christopher Cardone, missionario e arcivescovo cattolico statunitense (Long Island, n. 1957)

## Montatori(4)
- Christopher Greenbury, montatore britannico (Liverpool, n. 1951 - Liverpool, † 2007)
- Christopher Knights, montatore britannico (Londra, n. 1972)
- Christopher Rouse, montatore e sceneggiatore statunitense (Los Angeles, n. 1958)
- Christopher Tellefsen, montatore statunitense (n. 1957)

## Musicisti(9)
- Clark, musicista e produttore discografico inglese (St Albans, n. 1979)
- Christopher Franke, musicista e compositore tedesco (Berlino, n. 1953)
- Christopher Karloff, musicista inglese (Leicester)
- C.J. Ramone, musicista statunitense (New York, n. 1965)
- Christopher Simpson, musicista e compositore inglese († 1669)
- Chris Thile, musicista statunitense (Oceanside, n. 1981)
- Chris Watson, musicista e compositore britannico (Sheffield, n. 1952)
- Chris White, musicista britannico (Barnet, n. 1943)
- Chris Wood, musicista, flautista e sassofonista britannico (Birmingham, n. 1944 - Birmingham, † 1983)

## Musicologi(1)
- Christopher Page, musicologo britannico (Londra, n. 1952)

## Navigatori(1)
- Christopher Newport, navigatore britannico (Londra, n. 1561 - Bantam, † 1618)

## Nobili(2)
- Christopher Seton, nobile e cavaliere medievale scozzese (n. 1278 - Dumfries, † 1306)
- Christopher Villiers, nobile inglese (Inghilterra, n. 1593 - Windsor, † 1630)

## Nuotatori(6)
- Chris Cavanaugh, ex nuotatore statunitense (Hialeah, n. 1962)
- Christopher Ciccarese, nuotatore italiano (Roma, n. 1990)
- Chris Cook, ex nuotatore britannico (South Shields, n. 1979)
- Chris Jacobs, ex nuotatore statunitense (n. 1964)
- Chris Thompson, nuotatore statunitense (San Diego, n. 1978)
- Chris Walker-Hebborn, ex nuotatore britannico (Enfield, n. 1990)

## Orologiai(1)
- Christopher Williamson, orologiaio britannico

## Paleontologi(1)
- Christopher McGowan, paleontologo britannico (Beckenham, n. 1942)

## Pallanuotisti(4)
- Chris Dorst, ex pallanuotista statunitense (n. 1956)
- Chris Duplanty, ex pallanuotista statunitense (Palo Alto, n. 1965)
- Chris Jones, pallanuotista britannico (Penarth, n. 1884 - Penarth, † 1937)
- Christopher Washburn, pallanuotista italiano (Milano, n. 1990)

## Pallavolisti(2)
- Christopher Austin, pallavolista statunitense (n. 1991)
- Christopher Tamas, ex pallavolista e allenatore di pallavolo statunitense (Santa Barbara, n. 1981)

## Parolieri(1)
- Christopher Stewart, paroliere e produttore discografico statunitense (n. 1974)

## Pattinatori artistici su ghiaccio(3)
- Christopher Bowman, pattinatore artistico su ghiaccio statunitense (Hollywood, n. 1967 - Los Angeles, † 2008)
- Christopher Dean, pattinatore artistico su ghiaccio britannico (Calverton, n. 1958)
- Chris Knierim, ex pattinatore artistico su ghiaccio statunitense (Tucson, n. 1987)

## Pattinatori di short track(1)
- Chris Creveling, pattinatore di short track statunitense (Flemington, n. 1986)

## Pentatleti(1)
- Christopher Patte, pentatleta francese (Londra, n. 1990)

## Percussionisti(1)
- Chris Fehn, percussionista e polistrumentista statunitense (Des Moines, n. 1972)

## Piloti automobilistici(5)
- Chris Amon, pilota automobilistico neozelandese (Bulls, n. 1943 - Rotorua, † 2016)
- Chris Bristow, pilota automobilistico britannico (Lambeth, n. 1937 - Stavelot, † 1960)
- Chris Craft, pilota di Formula 1 britannico (Porthleven, n. 1939 - Essex, † 2021)
- Chris Irwin, ex pilota automobilistico britannico (Londra, n. 1942)
- Chris Lawrence, pilota automobilistico britannico (Londra, n. 1933 - Herefordshire, † 2011)

## Piloti di rally(1)
- Chris Atkinson, pilota di rally australiano (Bega, n. 1979)

## Piloti motociclistici(2)
- Chris Fillmore, pilota motociclistico statunitense (Oxford, n. 1987)
- Chris Walker, pilota motociclistico britannico (Nottingham, n. 1972)

## Pirati(2)
- Christopher Condent, pirata inglese (Plymouth, n. 1690 - Francia, † 1770)
- Christopher Moody, pirata inglese (n. 1650 - Cape Coast)

## Pistard(4)
- Chris Boardman, ex pistard e ciclista su strada britannico (Hoylake, n. 1968)
- Chris Hoy, ex pistard britannico (Edimburgo, n. 1976)
- Christopher Latham, pistard, ciclista su strada e paraciclista britannico (Bolton, n. 1994)
- Chris Newton, ex pistard e ciclista su strada britannico (Middlesbrough, n. 1973)

## Pittori(2)
- Christopher R.W. Nevinson, pittore, incisore e litografo britannico (Londra, n. 1889 - Londra, † 1946)
- Christoph Schwartz, pittore tedesco (Ingolstadt, n. 1548 - Monaco di Baviera, † 1592)

## Poeti(5)
- Christopher Logue, poeta inglese (Portsmouth, n. 1926 - † 2011)
- Christopher Okigbo, poeta nigeriano (Ojoto, n. 1932 - † 1967)
- Christopher Reid, poeta e scrittore britannico (Hong Kong, n. 1949)
- Christopher Smart, poeta britannico (Shipbourne, n. 1722 - Londra, † 1771)
- Christopher Whyte, poeta, critico letterario e traduttore britannico (Glasgow, n. 1952)

## Polistrumentisti(2)
- Chris Dennis, polistrumentista britannico (Londra, n. 1946)
- Chris Wolstenholme, polistrumentista e cantante britannico (Rotherham, n. 1978)

## Politici(30)
- Chris Christie, politico statunitense (Newark, n. 1962)
- Chris Collins, politico statunitense (Schenectady, n. 1950)
- Chris Coons, politico statunitense (Greenwich, n. 1963)
- Chris Davies, politico britannico (Lytham St Annes, n. 1954)
- Chris Deluzio, politico statunitense (Pittsburgh, n. 1984)
- Chris Dodd, politico statunitense (Willimantic, n. 1944)
- Christopher Ellery, politico statunitense (Newport, n. 1768 - Middletown, † 1840)
- Chris Gibson, politico e militare statunitense (Rockville Centre, n. 1964)
- Christopher Go, politico filippino (Davao, n. 1974)
- Chris Heaton-Harris, politico britannico (Epsom, n. 1967)
- Chris Hipkins, politico neozelandese (Wellington, n. 1978)
- Christopher Hornsrud, politico norvegese (Skotselv, n. 1859 - Oslo, † 1960)
- Chris Jacobs, politico statunitense (Buffalo, n. 1966)
- Chris John, politico statunitense (Crowley, n. 1960)
- Chris Lee, politico statunitense (Kenmore, n. 1964)
- Christopher Loeak, politico marshallese (Ailinglaplap, n. 1952)
- Christopher Luxon, politico e dirigente d'azienda neozelandese (Christchurch, n. 1970)
- Christopher C. Miller, politico statunitense (Platteville, n. 1965)
- Christopher W. Monckton, politico, giornalista e imprenditore britannico (n. 1952)
- Chris Murphy, politico e avvocato statunitense (White Plains, n. 1973)
- Chris Pappas, politico statunitense (Manchester, n. 1980)
- Chris Patten, politico britannico (Cleveleys, n. 1944)
- Chris Pincher, politico inglese (Walsall, n. 1969)
- Chris Shays, politico statunitense (Stamford, n. 1945)
- Chris Smith, politico statunitense (Rahway, n. 1953)
- Chris Smith, politico britannico (n. 1951)
- Chris Stewart, politico e militare statunitense (Logan, n. 1960)
- Chris Sununu, politico statunitense (Salem, n. 1974)
- Christopher Tugendhat, politico, imprenditore e giornalista britannico (Londra, n. 1937)
- Chris Van Hollen, politico e avvocato statunitense (Karachi, n. 1959)

## Poliziotti(1)
- Christopher Dorner, poliziotto e criminale statunitense (New York, n. 1979 - Angelus Oaks, † 2013)

## Presbiteri(2)
- Christopher Potter, presbitero britannico (Westmorland, n. 1591 - † 1646)
- Christopher Wren, presbitero inglese (Londra, n. 1589 - Londra, † 1659)

## Produttori cinematografici(1)
- Chris Meledandri, produttore cinematografico e imprenditore statunitense (New York, n. 1959)

## Produttori discografici(4)
- Rusko, produttore discografico e disc jockey britannico (Leeds, n. 1985)
- Christopher Neil, produttore discografico, cantautore e attore britannico (n. 1948)
- Chris Thomas, produttore discografico inglese (Perivale, n. 1947)
- Chris Tsangarides, produttore discografico britannico (n. 1956 - † 2018)

## Profumieri(1)
- Christopher Sheldrake, profumiere britannico (Madras)

## Psicologi(2)
- Chris French, psicologo britannico (Greenwich, n. 1956)
- Chris Frith, psicologo britannico (Cross in Hand, n. 1942)

## Pugili(3)
- Battling Battalino, pugile statunitense (Hartford, n. 1908 - † 1977)
- Chris Byrd, ex pugile statunitense (Flint, n. 1970)
- Chris Eubank Jr., pugile britannico (Hove, n. 1989)

## Rapper(10)
- Ludacris, rapper e attore statunitense (Champaign, n. 1977)
- Hurricane Chris, rapper statunitense (Shreveport, n. 1989)
- B.G., rapper statunitense (New Orleans, n. 1980)
- Skrapz, rapper britannico (Londra, n. 1986)
- Big Pun, rapper statunitense (New York, n. 1971 - White Plains, † 2000)
- Smino, rapper statunitense (Saint Louis, n. 1991)
- CJ, rapper statunitense (New York, n. 1997)
- The Notorious B.I.G., rapper statunitense (New York, n. 1972 - Los Angeles, † 1997)
- MC Chris, rapper, doppiatore e sceneggiatore statunitense (Libertyville, n. 1975)
- Cris MJ, rapper e cantante cileno (La Serena, n. 2001)

## Registi(12)
- Christopher Coppola, regista e produttore cinematografico statunitense (n. 1962)
- Christopher Miles, regista e sceneggiatore britannico (Londra, n. 1939 - Devizes, † 2023)
- Christopher Morahan, regista britannico (Londra, n. 1929 - Londra, † 2017)
- Christopher Morrison, regista e fumettista inglese (Londra)
- Christopher Münch, regista, sceneggiatore e montatore statunitense (Pasadena, n. 1962)
- Christopher Nolan, regista, sceneggiatore e produttore cinematografico britannico (Londra, n. 1970)
- Chris Noonan, regista e sceneggiatore australiano (Sydney, n. 1952)
- Chris Sanders, regista, sceneggiatore e produttore cinematografico statunitense (Colorado Springs, n. 1962)
- Christopher Smith, regista e sceneggiatore britannico (Bristol, n. 1970)
- Chris Terrio, regista e sceneggiatore statunitense (New York, n. 1976)
- Chris Weitz, regista, sceneggiatore e produttore cinematografico statunitense (New York City, n. 1969)
- Chris Williams, regista, sceneggiatore e doppiatore statunitense (Missouri, n. 1968)

## Registi teatrali(1)
- Christopher Ashley, regista teatrale e direttore artistico statunitense (n. 1964)

## Rugbisti a 13(1)
- Chris Ashton, rugbista a 13 e rugbista a 15 britannico (Wigan, n. 1987)

## Rugbisti a 15(14)
- Rob Andrew, ex rugbista a 15, allenatore di rugby a 15 e dirigente sportivo britannico (Richmond, n. 1963)
- Selborne Boome, ex rugbista a 15 sudafricano (Somerset West, n. 1975)
- Chris Harris, rugbista a 15 britannico (Carlisle, n. 1990)
- Chris Henry, ex rugbista a 15 britannico (Belfast, n. 1984)
- Chris Jack, rugbista a 15 neozelandese (Christchurch, n. 1978)
- Chris Jones, rugbista a 15 inglese (Manchester, n. 1980)
- Chris Latham, ex rugbista a 15 e allenatore di rugby a 15 australiano (Narrabri, n. 1975)
- John Olver, ex rugbista a 15 britannico (Manchester, n. 1961)
- Chris Oti, ex rugbista a 15 e allenatore di rugby britannico (Londra, n. 1965)
- Chris Paterson, ex rugbista a 15 britannico (Edimburgo, n. 1978)
- Chris Robshaw, rugbista a 15 britannico (Redhill, n. 1986)
- Chris Whitaker, ex rugbista a 15, allenatore di rugby a 15 e dirigente sportivo australiano (Sydney, n. 1974)
- Chris Wyatt, rugbista a 15 gallese (Newport, n. 1973)
- Chris Wyles, ex rugbista a 15 statunitense (Stamford, n. 1983)

## Scacchisti(3)
- Christopher Jones, scacchista e compositore di scacchi britannico (Newport-on-Tay, n. 1952)
- Chris Ward, scacchista britannico (n. 1968)
- Christopher Yoo, scacchista statunitense (Fremont, n. 2006)

## Sceneggiatori(11)
- Christopher Cantwell, sceneggiatore, produttore televisivo e regista statunitense (Chicago)
- Chris Chibnall, sceneggiatore e produttore televisivo britannico (Lancashire, n. 1970)
- Chris Fedak, sceneggiatore e produttore televisivo statunitense (n. 1975)
- Christopher Hampton, sceneggiatore, drammaturgo e librettista britannico (Horta, n. 1946)
- Christopher Landon, sceneggiatore e regista statunitense (Los Angeles, n. 1975)
- Christopher Lloyd, sceneggiatore e produttore televisivo statunitense (Waterbury, n. 1960)
- Christopher Markus e Stephen McFeely, sceneggiatore e produttore cinematografico statunitense (Los Angeles, n. 1969)
- Christopher McQuarrie, sceneggiatore, regista e produttore cinematografico statunitense (Princeton, n. 1968)
- Christopher Storer, sceneggiatore, produttore televisivo e regista statunitense (Park Ridge, n. 1981)
- Christopher Vogler, sceneggiatore statunitense (n. 1949)
- Christopher Wilkinson, sceneggiatore statunitense (New York, n. 1950)

## Scenografi(1)
- Christopher Oram, scenografo e costumista britannico

## Schermidori(1)
- Chris O'Loughlin, ex schermidore statunitense (Los Angeles, n. 1967)

## Sciatori alpini(6)
- Christopher Beckmann, ex sciatore alpino statunitense (Albany, n. 1986)
- Christopher Hörl, sciatore alpino austriaco (Zell am See, n. 1989)
- Christopher Krabath, ex sciatore alpino austriaco (n. 1991)
- Christopher Neumayer, ex sciatore alpino austriaco (n. 1992)
- Christopher Phillips, ex sciatore alpino statunitense (n. 1976)
- Chris Puckett, ex sciatore alpino statunitense (Wheat Ridge, n. 1970)

## Sciatori freestyle(2)
- Christopher Del Bosco, sciatore freestyle canadese (Colorado Springs, n. 1982)
- Christopher Lillis, sciatore freestyle statunitense (Rochester, n. 1998)

## Scienziati(1)
- Christopher Polhem, scienziato e inventore svedese (Visby, n. 1661 - Stoccolma, † 1751)

## Scrittori(20)
- Christopher Anstey, scrittore inglese (Brinkley, n. 1724 - Bath, † 1805)
- Christopher Awdry, scrittore britannico (Devizes, n. 1940)
- Christopher Brookmyre, scrittore, critico cinematografico e musicista britannico (Glasgow, n. 1968)
- Christopher Coake, scrittore statunitense (Hoosier, n. 1971)
- Christopher Isherwood, scrittore britannico (Wybersley Hall, n. 1904 - Santa Monica, † 1986)
- Christopher Koch, scrittore australiano (Hobart, n. 1932 - Hobart, † 2013)
- Christopher Robin Milne, scrittore britannico (Chelsea, n. 1920 - Totnes, † 1996)
- Christopher Moore, scrittore e blogger statunitense (Toledo, n. 1957)
- Christopher Morley, scrittore statunitense (Bryn Mawr, n. 1890 - Roslyn Estates, † 1957)
- Christopher Nolan, scrittore e poeta irlandese (Mullingar, n. 1965 - Beaumont, † 2009)
- Christopher Nowinski, scrittore, imprenditore e ex wrestler statunitense (Oak Park, n. 1978)
- Chris Offutt, scrittore e sceneggiatore statunitense (Lexington, n. 1958)
- Christopher Paolini, scrittore statunitense (Los Angeles, n. 1983)
- Christopher Pike, scrittore statunitense (New York, n. 1954)
- Christopher Reich, scrittore svizzero (Tokyo, n. 1961)
- Christopher Rush, scrittore e insegnante scozzese (St Monans, n. 1944)
- Chris Savino, scrittore, fumettista e animatore statunitense (Royal Oak, n. 1971)
- Christopher Tolkien, scrittore britannico (Leeds, n. 1924 - Draguignan, † 2020)
- Christopher Wood, scrittore e sceneggiatore britannico (Londra, n. 1935 - † 2015)
- Christopher de Hamel, scrittore britannico (Londra, n. 1950)

## Scrittori di fantascienza(1)
- Christopher Priest, scrittore di fantascienza britannico (Cheadle, n. 1943 - † 2024)

## Siepisti(2)
- Chris Brasher, siepista, orientista e giornalista britannico (Georgetown, n. 1928 - Chaddleworth, † 2003)
- Christopher Koskei, ex siepista e maratoneta keniota (n. 1974)

## Skeletonisti(1)
- Christopher Grotheer, skeletonista tedesco (Wernigerode, n. 1992)

## Slittinisti(2)
- Christopher Mazdzer, slittinista statunitense (Pittsfield, n. 1988)
- Christopher Thorpe, ex slittinista statunitense (Waukegan, n. 1970)

## Speedcuber(1)
- Chris Hardwick, speedcuber statunitense (n. 1983)

## Stilisti(1)
- Christopher Bailey, stilista britannico (Yorkshire, n. 1971)

## Storici(8)
- Christopher Browning, storico statunitense (Durham, n. 1944)
- Christopher Dawson, storico e scrittore britannico (Hay Castle, n. 1889 - Budleigh Salterton, † 1970)
- Christopher Duggan, storico britannico (Londra, n. 1957 - Londra, † 2015)
- Christopher Lasch, storico e sociologo statunitense (Omaha, n. 1932 - Pittsford, † 1994)
- Chris Skidmore, storico e politico britannico (Bristol, n. 1981)
- Christopher Smith, storico britannico (Aylesbury, n. 1965)
- Christopher J. Walker, storico britannico (n. 1942 - † 2017)
- Chris Wickham, storico inglese (n. 1950)

## Tastieristi(1)
- Chris Lowe, tastierista britannico (Blackpool, n. 1959)

## Tennisti(7)
- Christopher Eubanks, tennista statunitense (Atlanta, n. 1996)
- Chris Guccione, ex tennista australiano (Melbourne, n. 1985)
- Christopher Kas, ex tennista tedesco (Trostberg, n. 1980)
- Christopher Lewis, ex tennista statunitense (Santa Monica, n. 1956)
- Buster Mottram, ex tennista britannico (Kingston upon Thames, n. 1955)
- Christopher O'Connell, tennista australiano (Sydney, n. 1994)
- Christopher Rungkat, tennista indonesiano (Giacarta, n. 1990)

## Teologi(3)
- Christopher Maire, teologo e gesuita britannico (n. 1697 - Gand, † 1767)
- Christopher Ostorodt, teologo tedesco (Goslar - Danzica, † 1611)
- Christopher Wittich, teologo olandese (Brieg, n. 1625 - Leida, † 1687)

## Tiratori di fune(1)
- Christopher Walker, tiratore di fune sudafricano

## Trombettisti(1)
- Chris Botti, trombettista, compositore e attore statunitense (Portland, n. 1962)

## Truccatori(1)
- Christopher Nelson, truccatore statunitense (Pittsburgh)

## Tuffatori(3)
- Christopher Kalec, tuffatore canadese (Montréal, n. 1980)
- Christopher Mears, ex tuffatore, disc jockey e produttore discografico britannico (Reading, n. 1993)
- Cristopher Sacchin, ex tuffatore italiano (Bolzano, n. 1983)

## Velocisti(9)
- Christopher Bailey, velocista statunitense (Atlanta, n. 2000)
- Chris Brown, velocista bahamense (Eleuthera, n. 1978)
- Chris Clarke, velocista britannico (Londra, n. 1990)
- Chris Garia, velocista e giocatore di baseball olandese (Willemstad, n. 1992)
- Christopher Morales Williams, velocista canadese (Vaughan, n. 2004)
- Christopher Naliali, velocista francese (Les Lilas, n. 1992)
- Christopher O'Donnell, velocista irlandese (Sligo, n. 1998)
- Christopher Taylor, velocista giamaicano (Spanish Town, n. 1999)
- Christopher Williams, ex velocista giamaicano (Mandeville, n. 1972)

## Vescovi cattolici(3)
- Christopher Jones, vescovo cattolico irlandese (Roscommon, n. 1936 - Sligo, † 2018)
- Christopher Henry Toohey, vescovo cattolico australiano (Balmain, n. 1952)
- Christopher Joseph Weldon, vescovo cattolico statunitense (New York, n. 1905 - Springfield, † 1982)

## Viaggiatori(1)
- Christopher McCandless, viaggiatore statunitense (El Segundo, n. 1968 - Parco nazionale del Denali, † 1992)

## Violinisti(1)
- Christopher Warren-Green, violinista e direttore d'orchestra britannico (Gloucestershire, n. 1955)

## Wrestler(17)
- Abyss, wrestler statunitense (Washington, n. 1973)
- Chris Adams, wrestler e judoka britannico (Rugby, n. 1955 - Waxahachie, † 2001)
- Chris Benoit, wrestler canadese (Montréal, n. 1967 - Fayetteville, † 2007)
- King Kong Bundy, wrestler statunitense (Atlantic City, n. 1957 - Glassboro, † 2019)
- Crowbar, wrestler statunitense (Rutherford, n. 1974)
- Dijak, wrestler statunitense (Leominster, n. 1987)
- Chris Harris, wrestler statunitense (Fort Wright, n. 1973)
- Chris Jericho, wrestler, cantante e attore canadese (Manhasset, n. 1970)
- Chris Kanyon, wrestler statunitense (New York, n. 1970 - New York, † 2010)
- Oney Lorcan, ex wrestler statunitense (Boston, n. 1985)
- Chris Masters, wrestler statunitense (Santa Monica, n. 1983)
- Chris Melendez, wrestler statunitense (New York, n. 1987)
- Chris Youngblood, wrestler statunitense (Amarillo, n. 1966 - Portland, † 2021)
- Jimmy Jacobs, wrestler statunitense (Grand Rapids, n. 1984)
- Roderick Strong, wrestler statunitense (Eau Claire, n. 1983)
- Tatanka, ex wrestler statunitense (Pembroke, n. 1961)
- Chris Taylor, wrestler e lottatore statunitense (Dowagiac, n. 1950 - Story City, † 1979)

## Senza attività specificata(7)
- Christopher Beaumont, britannico (n. 1957)
- Christopher Boyes, tecnico del suono statunitense (Frederick, n. 1968)
- Christopher Carr, ex ballerino britannico (n. 1945)
- Chris Corbould, effettista britannico (Londra, n. 1958)
- Christopher Robanske, ex snowboarder canadese (Calgary, n. 1989)
- Christopher Seider, statunitense (Boston, † 1770)
- Christopher Townsend, effettista statunitense